# وزیر دفاع ارمنستان
وزیر دفاع جمهوری ارمنستان رئیس وزارت دفاع است و رهبری سیاسی نیروهای مسلح ارمنستان را برعهده دارد. این پست در ژانویه ۱۹۹۲ تشکیل شد و در حال حاضر توسط داویت دونویان اداره می‌شود. بین سال‌های ۱۹۹۳–۱۹۹۵ سمتی موازی با این وزارت وجود داشت تحت عنوان «وزیر حکومت برای دفاع» که توسط وازگن سارگسیان اداره می‌شد.
| ۱          |  | هوهانس هاخوردیان (۱۸۷۳–۱۹۳۱)    | ۳۰ ژوئن ۱۹۱۸   | ۲۷ مارس ۱۹۱۹   | مستقل                   |
| ۲          |  | کریستوپور آراراتیان (۱۸۷۶–۱۹۳۷) | ۲۷ مارس ۱۹۱۹   | ۵ مه ۱۹۲۰      | مستقل                   |
| ۳          |  | روبن تر-میناسیان (۱۸۸۲–۱۹۵۱)    | ۵ مه ۱۹۲۰      | ۲۴ نوامبر ۱۹۲۰ | فدراسیون انقلابی ارمنی  |
| ۴          |  | دراستامات کانایان (۱۸۸۴–۱۹۵۶)   | ۲۴ نوامبر ۱۹۲۰ | ۲ دسامبر ۱۹۲۰  | فدراسیون انقلابی ارمنی  |
| انحلال پست |  |                                 |                |                |                         |
| ۱          |  | وازگن سارگسیان (۱۹۵۹–۱۹۹۹)      | ۵ دسامبر ۱۹۹۱  | ۲۰ اکتبر ۱۹۹۲  | جنبش ملی پان ارمنی      |
| ۲          |  | وازگن مانوکیان (۱۹۴۶–)          | ۲۰ اکتبر ۱۹۹۲  | ۲۱ اوت ۱۹۹۳    | اتحاد دموکراتیک ملی     |
| ۳          |  | سرژ سارگسیان (۱۹۵۴–)            | ۲۱ اوت ۱۹۹۳    | ۱۷ مه ۱۹۹۵     | مستقل                   |
| ۴          |  | وازگن سارگسیان (۱۹۵۹–۱۹۹۹)      | ۲۵ ژوئیه ۱۹۹۵  | ۱۱ ژوئن ۱۹۹۹   | حزب جمهوری‌خواه ارمنستان |
| ۵          |  | واغارشاک هاروتیونیان (۱۹۵۶–)    | ۱۱ ژوئن ۱۹۹۹   | ۲۰ مه ۲۰۰۰     | مستقل                   |
| ۶          |  | سرژ سارگسیان (۱۹۵۴–)            | ۲۰ مه ۲۰۰۰     | ۲۶ مارس ۲۰۰۷   | حزب جمهوری‌خواه ارمنستان |
| ۷          |  | میکائل هاروتیونیان (۱۹۵۴–)      | ۴ آوریل ۲۰۰۷   | ۱۴ آوریل ۲۰۰۸  | مستقل                   |
| ۸          |  | سیران اوهانیان (۱۹۴۶–)          | ۱۴ آوریل ۲۰۰۸  | ۳ اکتبر ۲۰۱۶   | مستقل                   |
| ۹          |  | ویگن سارگسیان (۱۹۷۵–)           | ۳ اکتبر ۲۰۱۶   | ۱۲ مه ۲۰۱۸     | حزب جمهوری‌خواه ارمنستان |
| ۱۰         |  | داویت دونویان                   | ۱۲ مه ۲۰۱۸     | ۲۰ نوامبر ۲۰۲۰ | مستقل                   |
| ۱۱         |  | واغارشاک هاروتیونیان            | ۲۰ نوامبر ۲۰۲۰ | ۲۰ ژوئیه ۲۰۲۱  |                         |
| ۱۲         |  | آرشاک کاراپتیان                 | ۳ اوت ۲۰۲۱     | ۱۵ نوامبر ۲۰۲۱ |                         |
| ۱۳         |  | سورن پاپیکیان                   | ۱۵ نوامبر ۲۰۲۱ | اکنون          | پیمان مدنی              |